# Bass Communion (1999)
| Recensione | Giudizio |
| ---------- | -------- |
| AllMusic   |          |

Bass Communion è il secondo album in studio del musicista britannico omonimo, pubblicato nel luglio 1999 dalla Hidden Art.

## Descrizione
Uscito a un anno di distanza dal primo omonimo album, il disco presente due CD da otto brani, tra cui la terza parte di Drugged.
Nel 2002 Bass Communion è stato ripubblicato in edizione singolo CD (con l'esclusione di Snakebird), mentre nel dicembre 2007 è uscito in edizione doppio vinile, caratterizzato dall'esclusione di A Grapefruit in the World of Park e Snakebird in favore di due prosecuzioni di Wide Open Killingfeld.

## Tracce
Musiche di Steven Wilson, eccetto dove indicato.

### CD
CD 1
1. Advert – 0:57
2. 16 Second Swarm – 10:55
3. Grammatic Oil – 10:11
4. Drugged III – 17:00
5. Dwarf Artillery – 7:15
6. Wide Open Killingfeld – 12:57 (musica: Steven Wilson, Theo Travis)

CD 2
1. A Grapefruit in the World of Park – 12:10
2. Snakebird – 10:59

### LP
Lato A
1. Advert – 0:56
2. 16 Second Swarm – 10:58
3. Grammatic Oil – 10:11

Lato B
1. Drugged III – 17:00

Lato C
1. Dwarf Artillery – 7:14
2. Wide Open Killingfeld I – 13:01 (musica: Steven Wilson, Theo Travis)

Lato D
1. Wide Open Killingfeld II – 5:52
2. Wide Open Killingfeld III – 13:04

## Formazione
- Steven Wilson – strumentazione
- Theo Travis – flauto, sassofono
- Robert Fripp – campionatore (A Grapefruit in the World of Park)
- The Square Root of Sub – remix (Snakebird)